# Heide-Büsums flygplats
Heide-Büsums flygplats (tyska: Flugplatz Heide-Büsum) (IATA: HEI, ICAO: EDXB) är ett litet flygfält i närheten av Büsum i Schleswig-Holstein som är certifierad som flygplats för allmänflyg (Verkehrslandeplatz).  
Utom av privatpiloter används flygplatsen av flygbolaget OFD Ostfriesischer Flugdienst med upp 
till fyra dagliga avgångar till Helgoland. På denna sträcka används en av deras 5 Britten Norman Islanders med plats för upp till 8 passagerare. För OFD resenärer finns ett väntrum i Terminalen. På flygfältet finns cyklar som kan lånas. 
Flygfältet är licensierad för flygplan med en maximal startmassa på 5700 kg samt segelflygplan och ultralätta flygplan. AVGAS 100LL, Diesel och Super-Plus kan tankas.

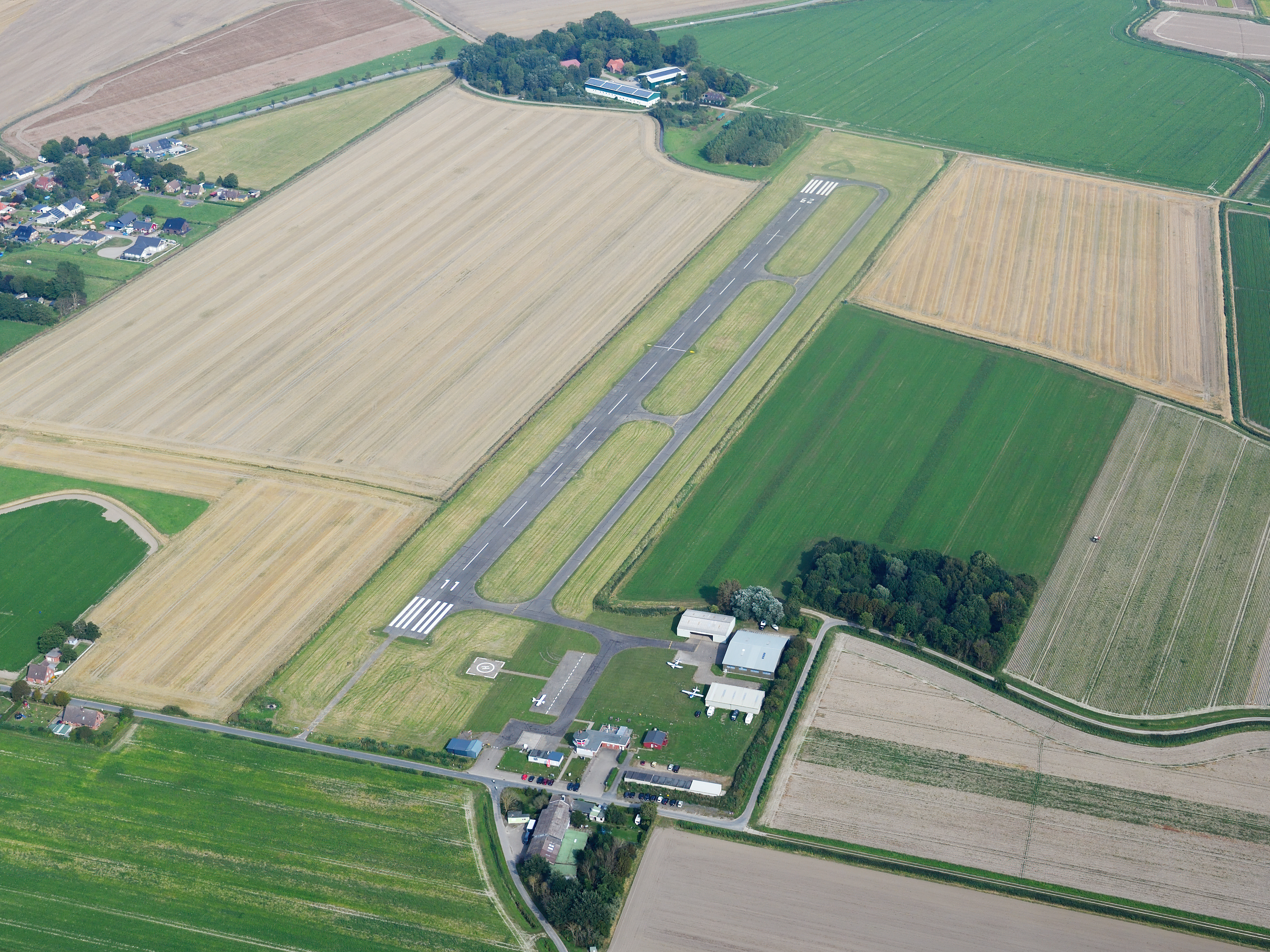
Luftbild över Flugplatz Heide-Büsum

## Destinationer

### Inrikes
| Flygbolag                     | Destination | Flygplats (IATA/ICAO kod) |
| ----------------------------- | ----------- | ------------------------- |
| OFD Ostfriesischer Flugdienst | Helgoland   | Helgoland (HGL/EDXH)      |